# Jan Badalec
Jan Badalec, někdy též Honza Badalec, (31. března 1960 Praha – 30. března 2016 Nová Ves pod Pleší) byl český básník, průvodce a někdejší kreativní ředitel v několika reklamních agenturách.

## Život
Již během svých gymnaziálních studií projevoval Badalec vztah k poezii. Tehdy například psal po zdech básničky. Ještě před smrtí Johna Lennona byl i autorem prvních příspěvků na zdi, které se později začalo říkat Lennonova zeď. V mládí začal studovat na Filmové a televizní fakultě Akademie múzických umění (FAMU), odkud ale musel po třech semestrech odejít, neboť se věnoval v té době (před sametovou revolucí) tabuizovaným tématům. Objevil se ale také ve filmu, když mu režisér Vladimír Sís dal roli ve svém hudebním snímku z roku 1980 Blues pro EFB. Vedle psaní básní se věnoval též vydávání poezie a hraní v divadelním spolku. Když se mu však narodilo druhé dítě, potřeboval hmotně zajistit rodinu, což již dosavadní neziskovou činností nebylo možné, a začal pracovat v reklamních agenturách, v nichž se vypracoval na kreativního ředitele. Ve svém profesním životě tak připravoval například propagaci optické společnosti Focus nebo reklamu na zdravotní přípravek Guttalax.
Následkem rozvodu svého druhého manželství v roce 2002 se ocitl bez domova. Nejprve spával ve sklepě domu, kde do té doby bydlel, ale následně musel toto místo opustit a tak noci přečkával v tramvajích či bezdomoveckých noclehárnách. Kvůli neplacení alimentů na své děti strávil nějaký čas i ve vězení. Od roku 2013 provázel pod hlavičkou projektu Pragulic – Poznej Prahu jinak zájemce po Praze, kde jim ukazoval místa, v nichž žijí bezdomovci. Účastníkům předváděl, jak prochází kontejnery a vytahuje z nich vyhozené knihy. Ty pak následně rozdával a nebo prodával do antikvariátů, čímž si zajišťoval prostředky na svou obživu. Některé z nalezených knih přenechával i dílně Skoba, jež pak z nich vyráběla diáře. Při hledání knih a obcházení jednotlivých antikvariátů nachodil denně i deset kilometrů. Prohlídky účastníkům zpestřoval recitací básní například Jiřího Wolkera, Václava Hraběte, Vladimíra Holana nebo Jiřího Ortena. Vedle hledání literatury spolupracoval Badalec také s butikem „Le Budoir“ prodávajícím zboží ze druhé ruky. Tomu nosil například nalezené kabelky či papírové tašky, které pak v obchodě dále prodávali.
Se svým životem a způsobem sběru knih seznámil také Martina Veselovského v pořadu pro televizní stanici DVTV. Sedmidílný pořad na stejné téma připravila i rozhlasová stanice Český rozhlas Regina.
V polovině března nastoupil Badalec na léčení do nemocnice v Nové Vsi pod Pleší. Tam den před svými 56. narozeninami zemřel. Poslední rozloučení proběhlo v Lese vzpomínek na pražském Ďáblickém hřbitově v neděli 17. dubna.